# Жаны-Арал
Жаны-Арал (кирг. Жаңы-Арал) — село в Сузакском районе Джалал-Абадской области Кыргызстана. Входит в состав Таш-Булакского айылного аймака.

## География
Село расположено в юго-восточной части области, у северной окраины города Джалал-Абада, на расстоянии приблизительно 8 километров (по прямой) к северо-востоку от села Сузак, административного центра района.

## История
Населённый пункт получил статус села 15 марта 2021 года.

## Население
Согласно оценочным данным Национального статистического комитета Кыргызской Республики, численность населения села на начало 2023 года составляла 791 человек.